# Comuna de Morawica
Morawica (polaco: Gmina Morawica) é uma gmina (comuna) na Polónia, na Voivodia de Santa Cruz e no condado de Kielce. A sede do condado é a cidade de Morawica.
De acordo com os censos de 2006, a comuna tem 13 380 habitantes, com uma densidade 92,9 hab/km².

## Área
Estende-se por uma área de 140,45 km², incluindo:
- área agricola: 64%
- área florestal: 27%

## Demografia
Dados de 30 de Junho 2004:
|                      | Total   | Total | Mulheres | Mulheres | Homens  | Homens |
| -------------------- | ------- | ----- | -------- | -------- | ------- | ------ |
|                      | pessoas | %     | pessoas  | %        | pessoas | %      |
| População            | 13 046  | 100   | 6459     | 49,5     | 6587    | 50,5   |
| Densidade (pop./km²) | 92,9    | 100   | 46       | 46       | 46,9    | 46,9   |

De acordo com dados de 2005, o rendimento médio per capita ascendia a 2249,58 zł.

## Comunas vizinhas
- Chęciny, Chmielnik, Daleszyce, Kielce, Kije, Pierzchnica, Sitkówka-Nowiny, Sobków